# انصار عباس
انصار عباس (انگلیسی: Ansar Abbas؛ زادهٔ ۱۵ آوریل ۱۹۸۹) بازیکن فوتبال اهل پاکستان است.
وی همچنین در تیم ملی فوتبال پاکستان بازی کرده است.